# Nikolaj von Bunge
Nikolaj von Bunge (německy Nikolai Karl Paul von Bunge, rusky Никола́й Христиа́нович Бу́нге; 23. listopadu 1823 Kyjev – 15. června 1895 Carské Selo) byl státník Ruského impéria, ekonom, ministr financí a předseda Výboru ministrů, profesor a rektor Univerzity sv. Vladimíra.

## Život
Narodil se v Kyjevě do luteránské šlechtické rodiny německého původu. Otec Christian Georg von Bunge (1776–1857) pocházel z Východního Pruska a byl dětský lékař. Matka Kateřina Gebner (1786–1877) pocházela z německé rodiny.
Vystudoval První kyjevské gymnázium (s vyznamenáním) a Právnickou fakultu Univerzity sv. Vladimíra v Kyjevě (dneska Národní univerzita Tarase Ševčenka v Kyjevě).
Poté začal svou pedagogickou kariéru:
- Od 31. října 1845 – učitel na Nižinském lyceu knížete Bezborodko
- Od 1850 – adjunkt na univerzitě sv. Vladimíra katedry politické ekonomie a statistiky.
- V roce 1852 po obhajobě disertační práce «Teorie úvěru » získal doktorát politických věd a stal se docentem
- Od 1858 přednášel na univerzitě finanční zákonodárství
- Od 1859 člen a korespondent Akademie věd
- Od 1859–1862, 1871–1875 a v 1878 – 1880 – rektor Univerzity sv. Vladimíra.
- Od 1862 – vedoucí Kyjevské kanceláře Státní banky
- Od 1863–1864 učil teorii financí a politickou ekonomii velkoknížeti Nikolaji Alexandroviči (syn Alexandra II.)
- Od 1869 – profesor katedry policejního práva na Univerzitě sv. Vladimíra (přednášel ekonomickou politiku)
- V 1887–1889 učil politickou ekonomii, statistiku a finance velkoknížeti Nikolaji Alexandroviči (budoucí císař Mikuláš II. Alexandrovič)
- Od 1890 – akademik historicko-politických věd (politická ekonomie a statistika) historicko-filosofického oddělení Akademie věd[1]

### Vědecké pohledy
Byl zastáncem umírněného liberalismu, soukromého vlastnictví a svobody podnikání, zároveň uznával potřebu omezené vládní intervence do ekonomiky. Byl velkým znalcem západních ekonomických koncepcí.
V letech 1850–1860 dodržoval se konceptu liberálního volného obchodu, vyvinutého Adamem Smithem. Od konce šedesátých let se v Bungeově práci zesílila kritika extrémů ekonomického liberalismu. Vytýkal Smithovi jeho nespravedlivý a nepřátelský postoj k zásahu vlády do ekonomického života. V debatě se Smithem si Bunge zakládal na myšlenkách J. S. Milla, který poukazoval na neefektivitu systému volné soutěže v řešení řady problémů národního hospodářství a definoval funkce státu při zlepšování infrastruktury, zdanění, sociálního zabezpečení, právní ochrany soukromého vlastnictví a podnikání, vzdělávání a vědy.

### Státní pracovník
Od 6. května 1881 – vedoucí Ministerstva financí
1. leden 1881 – 31. prosinec 1886 – ministr financí
1. leden 1887 – 3. červen 1895 – předseda Výboru ministrů a člen Státní rady
Od 10. prosince 1892 – místopředseda Výboru Sibiřské železnice (předsedou byl následník trůnu, Mikuláš II.)

### Finanční politika
První, co udělal ve funkci ministra financí, bylo snížení výkupní ceny rolníků, které považoval za nezbytné ke zlepšení životních podmínek nižších vrstev. Celková částka snížení stála do 12 mil. rublů za rok.
Před jeho nástupem do funkce ministra financí byla zrušena solná daň, a za něj daň z hlavy. Pro kompenzaci příjmů byly zvýšené daně na alkohol, cukr, tabák, kolkovné, celní poplatek a za import zboží. Snažil se snížit výdaje, ale nepodařilo se mu vyrovnat rozpočet. Byl přívržencem zavedení daně z příjmů. V roce 1885 byla zavedena daň z příjmu, z peněžního kapitálu, daň ze zisku a především daň z bezúplatného převodu majetku. Vznikl Institut daňových inspektorů. Bez ohledu na podporu ekonomického liberalismu musel provádět ochrannou politiku v podmínkách krizi, která byla způsobená důsledky prudkého nárůstu vojenských výdajů během rusko-turecké války 1877–1878.
Při něm začala v Rusku příprava měnové reformy. Od podzimu 1884 začala Státní banka hromadit zlato z výnosu, placení cel a vnějších půjček.
V roce 1885 byl v Petrohradě z iniciativy ministra financí N. Bungeho založen časopis Věstník financí, průmyslu a obchodu, který zanikl v roce 1917 po únorové revoluci v Rusku.

### Agrární otázka
Podle Bungeho je většina problémů ruského rolnictva spojená s nedostačující velikostí pozemků a s nemožností získat dlouhodobou půjčku na nákup nových pozemků. K vyřešení daného problému byla založena Rolnická pozemková banka. Byl proti umělé konzervaci obščiny, navrhoval zrušení kolektivní viny na vesnici, ale státní rada to odmítnula. Také byla založena Státní šlechtická pozemková banka. Bunge říkal, že banka by měla poskytovat půjčky pouze těm šlechticům, kteří sami hospodaří na vlastní půdě, ale však státní rada s tímto omezením nesouhlasila a odstranila jej.

### Pracovní zákonodárství
V roce 1884 z iniciativy Bunge vstoupil v platnost zákon zakazující práci nezletilých v továrnách a upravující délku pracovní doby dětí a dospívajících od 12 do 15 let, která byla omezena na osm hodin (což vedlo k významnému snížení počtu nezletilých pracovníků). V roce 1885 byla zakázána noční práce mladistvých a žen v textilních továrnách. Implementace pracovněprávních předpisů byla sledována inspekcí, která byla zřízena v roce 1882.

### Smrt
Nikolaj Bunge náhle zemřel 15. června 1895 v Carském Sele. Byl pohřben v luteránské části Bajkovova hřbitova vedle hrobu své matky, se kterou prožil celý život. Nikdy se neoženil.

## Díla

### Záhrobní poznámky
Těsně před smrtí Nikolaj von Bunge napsal politickou závěť, adresovanou Mikuláši II. Ve svém díle psal o výhledech do budoucna ekonomických reforem zemí, státní správy, školství, daních, legislativě, národní otázce. Byl odpůrce extrému imperialistické politiky Ruské říše. Odmítl argumenty příznivců komunity, které tvrdily, že Ruská říše zachrání rolnictvo před chudobou a vykořisťováním kulaků. Kritizoval vládu za nedostatky pozornosti k otázce přesídlení.
Na konci 19. a na začátku 20. st. se s dílem seznámili vysoce postavení úředníci, což mělo velký vliv na sociálně ekonomickou politiku.

### Další díla
- Teorie úvěru – Kyjev, 1852
- Kurz statistiky – Kyjev, 1865
- Základy politické ekonomie – Kyjev, 1870
- Zbožní sklady a warranty – Kyjev, 1871
- Policejní právo – Kyjev, 1873–1877
- O obnově železárenského průmyslu v Rusku – Kyjev, 1877
- O obnově trvalé peněžní jednotce v Rusku – Kyjev, 1878
- Státní účetnictví a finanční výkaz v Anglii – Petrohrad, 1890
- Črty politicko-ekonomické literatury – Petrohrad, 1895